# Филд, Ноэль
Ноэль Хэвиленд Филд (англ. Noel Haviland Field, нем. Noël Field; 23 января 1904, Лондон — 12 сентября 1970, Будапешт) — американский дипломат, марксист, источник ИНО ОГПУ. Во время Второй мировой войны руководил отделением Комитета унитаристской универсалистской службы (Unitarian Universalist Service Committee) в Марселе и спас жизнь многим беженцам из Третьего рейха — левым, антифашистам и евреям. По окончании войны стал жертвой сталинских чисток в Восточном блоке.

## Биография
Ноэль Филд происходил из уважаемой семьи американских квакеров, родился в Лондоне, вырос в Цюрихе и владел многими языками. В период между двумя мировыми войнами сделал дипломатическую карьеру в Государственном департаменте США.
В 1935 году Филд принял приглашение на работу в Лигу Наций в Швейцарии и работал в комитете, контролировавшем вывод интернациональных бригад из Испании.
В 1935 году около года Филд был агентом ИНО ОГПУ.
После заключения Мюнхенского соглашения Филд вместе с братом Генри помогал политическим беженцам из Германии, оказавшимся в Чехословакии, перебраться в Великобританию.
В 1940 году Филд был уволен из Лиги Наций и весной 1941 года вместе с супругой Гертой руководил в Марселе организацией помощи беженцам, интернированным в лагеря, которым угрожала выдача гестапо и СС. Филд использовал своё положение для того, чтобы передавать им продукты питания, деньги, документы и личные сообщения. Он также обеспечивал медицинскую помощь беженцам, организовав в Марселе клинику. Эта помощь была особенно важна для находившихся среди беженцев коммунистов, которым был закрыт въезд в США. Тем не менее, большая часть средств, необходимых Филду, поступала из США, так как Филд являлся доверенным лицом Joint Antifascist Refugee Committee, собиравшим средства в поддержку беженцев с помощью многих известных писателей: Джона Дос Пассоса, Джона Стейнбека, Эрнеста Хемингуэя и Говарда Фаста. Филд перевозил эти средства из Швейцарии в Южную Францию, где он поддерживал контакты со многими коммунистами, находившимися в подполье или в заключении, и выступал курьером коммунистов — участников движения Сопротивления в вишистской Франции. С конца 1942 года Филд, бежав из Франции, продолжил свою деятельность в Швейцарии.
В 1949 году на Ноэля Филда обратили внимание спецслужбы коммунистических режимов в разгар сталинских чисток. Он был арестован в Праге и вывезен в Венгрию. Брат Герман, супруга Герта и приёмная дочь Эрика Валлах начали розыск Филда, но были также арестованы (в ПНР, Чехословакии и ГДР соответственно) и подверглись пыткам. Под пытками Ноэль и Герман Филды признались в проведении многочисленных разведывательных операций в Восточной Европе. Все лица, контактировавшие с Ноэлем Филдом, также стали жертвами чисток, были обвинены в шпионаже в пользу США и во многих случаях казнены по приговорам показательных процессов. Среди них были Людвиг Фрейнд, Ласло Райк, Отто Кац и Рудольф Сланский. Пережить чистки по делу Филда удалось Лео Бауэру, Пауле Аккер, Паулю Меркеру, Роберту Ромпе, Францу Далему, Филиппу Даубу, Курту Мюллеру и Гансу Шреккеру. Эрих Мильке, пойманный на лжи в официальной биографии, чуть сам не превратился из обвинителя в обвиняемого. Генеральный директор железных дорог ГДР Вилли Крайкемайер, работавший во время войны с Филдом, вероятно случайно раскрыл информацию о пребывании Мильке в эмиграции в Западной Европе и его связях с организацией Филда.
Но самого Ноэля Филда так и не судили. В октябре 1954 г. его, его жену и брата освободили. Оставаясь убеждённым коммунистом, Филд вероятно считал годы своего заключения в одиночной камере, пытки и подорванное здоровье необходимым злом и до своей смерти проживал в Венгрии.